# أني بيكر
أنّي بيكر (بالألمانية: Anni Becker)‏ هي كاتِبة ألمانية، ولدت في 9 ديسمبر 1926 في كايسرسلاوترن في ألمانيا، وتوفي بنفس المكان في 22 يونيو 2009.